# زمینگان کوه لغزان
زمینگان کوه لغزان (انگلیسی: Slide Mountain terrane) یک زمینگان مربوط به اواخر دیرینه‌زیستی است که از مجموعه‌ای از پوسته اقیانوسی در مناطق شمالی و جنوبی بریتیش کلمبیا، کانادا تشکیل شده است. سنگ‌های این زمینگان شامل سنگ آهک‌های مربوط به کربنیفر، سنگ آواری‌های ریزدانه غنی از کوارتز، جوش‌سنگ و سنگ آتشفشانی هستند. همچنین سنگ‌های مافیک آتشفشانی گروه کالسو پرمین در آن گنجانده شده‌اند. سنگ‌های آتشفشانی گروه کالسو از محیط پشته میانی اقیانوس در نزدیکی حاشیه قاره‌ای پرمین سرچشمه گرفته‌اند.
این سنگ‌های اقیانوسی از کف اقیانوس کوه لغزان باستانی و صفحه میان‌کوهی مشتق شده‌اند که به زیر صفحه آمریکای شمالی فرورانش یافته‌اند.